# Burg Langenschemmern
Die Burg Langenschemmern ist eine abgegangene Höhenburg auf einer Bergecke über dem Rißtal circa 500 Meter südöstlich der Kirche des Ortsteils Langenschemmern der Gemeinde Schemmerhofen im Landkreis Biberach in Baden-Württemberg.
Die Burg wurde 1492 als Burkstall, also als nicht mehr bewohnbare Burg erwähnt. 1837 sollen noch Reste von ihr sichtbar gewesen sein, heute haben sich keine eindeutigen Reste mehr erhalten.